# Silvia Radu (sculptor)

„Meșterul Manole”, parcul Herăstrău, București, 1965

Silvia Elena Radu (n. 30 iunie 1935, Pătroaia-Vale, România – d. 25 mai 2025) a fost o sculptoriță și pictoriță română, soția sculptorului Vasile Gorduz.

## Studii
- Absolventă, în 1960, a Academiei de Arte Frumoase (Institutul de Arte Plastice ,,N. Grigorescu”), clasa Profesorului Ioan Lucian Murnu.[5]
- Din 1961 expune la majoritatea expozițiilor anuale, municipale și ocazionale organizate de Ministerul Culturii și de Uniunea Artiștilor Plastici din România.

## Activitate artistică
Expoziții personale- selecție
- 1965 - Expoziție la Sala Dalles, București;
- 1986 - Expoziție de pictură la Muzeul de Artă din Constanța;
- 1989 - pictură, sculptură, porțelan, Sala Dalles, București;
- 2003 - Galeriile U.A.P. din Bistrița și Tg. Mures; Biserica Evanghelică din Herina;
- 2003 - Muzeul de Artă, Cluj-Napoca, împreună cu Vasile Gorduz;
- 2007 -  Galeria Calina, Timișoara.

Expoziții de grup- selecție
- 1979 - Expoziția Bienalei de la Veneția
- 1992 - Expoziția UNESCO, Paris, împreună cu Mircea Corneliu Spătaru
- 1998 - Expoziția Internațională de la Budapesta, organizator Sorin Dumitrescu.

Lucrări de artă monumentală
- 1965 - „Legenda Meșterului Manole”, Parcul Herăstrau, București;
- 1986 - „Statuie comemorativă pentru eroii neamului”, satul Potlogeni;
- 1969 - „Sculpturi ambientale”, stațiunea Costinești;
- 1971 - „Neptun”, sculptură de marmură, stațiunea Neptun;
- 1994 - „Sfântul Gheorghe”, sculptură în bronz, piața Sf. Gheorghe, Timișoara.

Lucrări - selecție
- Secvențe
- Înger
- Peisaj de vară
- Sfântul Gheorghe
- Gradina cu îngeri
- Vama Veche (1)
- Vama Veche (2)
- Vama Veche (3)

## Premii
- 1968 - Premiul al 2 lea pentru sculptură al Uniunii Artiștilor Plastici;
- 1974 - Premiul al 2 lea pentru artă monumentală;
- 1999 - Premiul Expoziției Memorie și Proiect;
- 2000- Premiul Salonului de Artă București; [8]
- 2003 - Premiul „Prometeus Opera Omnia” al Fundației Anonimul, împreună cu Vasile Gorduz.

## Mărturisire
- „Lucrarea” de la Costinești mi-a dat șansa de a-mi „curăța” sculptura de lucrurile superflue.

Aerul ei trist, dă îngurajator prin unghiurile care strâng, dar și oferă, creează tonusul care o susține.
Înaintează stând, primește oferind, implacabila apariție, într-un loc ce cunoaște ariditatea nisipului. Pereții ei sunt nescriși, dar nu sunt morți, sunt în așteptare, primesc- suport pentru gândul nescris. Poate fi citită ca un labirint, o chemare spre inițiere.
În închiderea pe care am trăit-o aveam nevoie de aliați care să te întărească în lupta cu intunericul, aveam nevoie de ferestre prin care să izbutească să intre aerul prospăt al libertății.
Lucrarea mea este un „berbece” care forțează dinăuntru ieșirea. Un „cal troian ” ce prin săraciă materialului, lipsa lui de strălucire, oferă obictului o stare de incognito pentru a nu-și divulga identitatea. E un obiect născut din imposibilitatea de a acționa coerent și eficace pentru ieșirea din marea închisoare care a fost comunismul.
Momentul apariției acestui „berbece”, posibil salvator, mi-a fost oferit de domnul arhitect Enescu fără de care această lucrare nu ar fi existat. Dânsul plin de aceleași dureri și bucurii a oferit grupului de artiști ales să lucreze pentru Costinești sansa acestei exprimări directe prin opțiunea pentru acest material. Lucrarea aceasta este un labirint cu aripi, aripi rugătoare ce s-au frânt sub povara durerii, durere ce plana peste un întreg spațiu cât un continent de durere , cu oameni cu botnițe, cu pietre de moară legate de picioare, cu oameni care vedeau și nu înțelegeau ce văd, auzeau și nu înțelegeau ce aud, dramatica perioadă comunistă necuprinsă încă într-o prezentare sistematizată  Un dar ceresc,  Silvia Radu

## Aprecieri
- „Spiritul nu se eliberează prin rarefracție, prin salturi compoziționale, el stă au ras du sol, s-ar spune, ca un tremur secret, al ierbii și al florilor, umil ghemuite în desișul la care consimt în chip ferice. Nici nu există sus și jos în această viziune, totul e plin cu încântare, cu o bucurie a ființei care nu se împiedică în zadarnice distincții, în paupere segmentări. De fapt, sculptura, spumegând voios în alburile ghipsului și în culorile purtate de îngeri ca o panoplie, unifică și ea, paradoxal, vocile diversității, din creația recentă a Silviei Radu. A fi divers nu înseamnă a fi marginal și precar, ci a participa efectiv, de oriunde, la surpriza necurmată a existenței, la robusta încredere care fundează totalitatea. Îmi vine în minte, fără efort, la acest nod rodnic de înțelesuri, o imagine frecvent întâlnită, vreme de veacuri, de la Philon la Isidor din Sevilla și Abelard, veghind ades nobile speculații contemplative. Cu sorginte ilustră, în textul platonician al dialogului Timeu, ar fi în stare, cred, să rostească expresiv fertila putere ce dilată o asemenea plinătate. Căci ne conduce la un înțeles radios, - omul, ca o plantă celestă, avându-și spre înalt, în cer, rădăcinile. La o asemenea sublimă imposibilitate mă face să visez grădina cu îngeri îndrăznită de Silvia Radu.”[10] Dan Hăulică, Grădina cu îngeri a Silviei Radu.

- „Lucrarea Sfântul Gheorghe a Silviei Radu nu poate fi nici uitată și nici abandonată. Și asta pentru că ea reprezintă, în afara oricărei îndoieli, nu numai un moment de referință al statuarului nostru de astăzi, ci și una dintre cele mai comprehensive și mai curajoase viziuni din spațiul tradiționalismului românesc de după momentul Paciurea și Brâncuși”.

- (...) „Dacă Dimitrie Paciurea, primul sculptor român care a resimțit imposibilitatea coabitării unei arte realiste, de multe ori documentare, așa cum se regăsește sculptura în spațiul său originar, cu aspirația spiritualistă și cu vocația transcendenței din doctrina creștinismului oriental, rezolvă acestă problemă, aparent insurmontabilă, prin preluarea în tridimensional a bidimensionalului icoanei sau prin fuga în gigantism și în alegorie, dacă Brâncuși se adîncește în arhaic sau se înalță pînă simte tactil lumina glacială și eternă a formei pure, Silvia Radu, mînată fatal de aceeași neliniște, găsește o a treia cale. Ea nu este interesată nici de epica lui Paciurea, de simbolismul său narativ și puțin livresc, după cum nu are în vedere nici deposedarea de materie și dobîndirea stării de levitație pe care Brâncuși le-a experimentat cu atîta strălucire. Lupta ei cu lumea denotativă, cu redundanțele materiei și cu inconvenientul gravitației se duce, de fapt, pe două fronturi: din punctul de vedere al cadrului fizic și moral, aceasta se desfășoară în spațiul eclezial - a se vedea abundența iconografiei sacre, de la îngeri și pînă la formele asimilabile, în repertoriul său de imagini -, iar, din punctul de vedere al viziunii formale și al codificării stilistice, interesul ei merge către modelele inocente ale copilăriei, ale începuturilor de civilizație și, în general, ale marilor momente fondatoare. Există, în aceste forme, la nivelul unor reprezentări ezitante, fără expresie particularizată și fără nici o finalitate proprie, semnele evidente ale unei mari devoțiuni față de modelul originar. Silvia Radu reușește astfel să identifice un spațiu expresiv în măsură să transmită atît o vibrație afectivă profundă și ingenuă, cît și să inducă sentimentul că respirația blîndă a transcendenței este consubstanțială formei și inseparabilă de existența ei imanentă. Iar această performanță rară este obținută fără a sacrifica, prin abuz de materie sau prin fugă excesivă, miracolul încarnării, dar și fără a cădea în iluzia că forța plăsmuirii și a fabulației poate mîntui lumea de pleonasmele substanței.„

- (...) „Dacă unii dintre îngerii săi expresioniști descind evident din reprezentările fruste ale unei lumi pentru care ordinea vizuală nu este o practică, ci doar componenta strictă a unei irepresibile nevoi interioare, Sf.Gheorghe pare a coborî direct din tiparul fragil și ingenuu al unei icoane pe sticlă de Necula.

Prin această stilistică ambiguă, în care frăgezimile materiei coabitează perfect cu vibrația spirituală și cu o pietate pură, nesistematizată încă prin meditații teologice, în care chipul este doar mărturia înaltă a creației și nicidecum semnul de vanitate al creaturii, Silvia Radu realizează una dintre cele mai interesante și mai profunde experiențe ale statuarului românesc.... Iar Sf. Gheorghe rămâne, cel puțin până în acest moment, expresia maximă a celei de-a treia concilieri, după momentul Paciurea și Brâncuși, a formei clasico-renascentiste, antropocentrice și eroizante, cu spiritul contemplativ și introvertit, nonfigurativ și nondiscursiv, al unui Orient generic, dar și bizantin în particular”. Pavel Șușară, România literară, p. 25,nr. 38, 2002